# Sant’Andrea Frius
Sant’Andrea Frius település Olaszországban, Szardínia régióban, Cagliari megyében. Lakosainak száma 1690 fő (2023. január 1.). Sant’Andrea Frius Barrali, Dolianova, Ortacesus, San Basilio, San Nicolò Gerrei, Senorbì, Serdiana és Donori községekkel határos.

## Népesség
A település lakossága az elmúlt években az alábbi módon változott:
| Lakosok száma | 1786 | 1747 | 1690 |
|               | 2017 | 2018 | 2023 |